# Egg Harbor (Wisconsin)
Egg Harbor è un comune degli Stati Uniti, situato in Wisconsin, nella Contea di Door.